# Raoul Vaneigem
Raoul Vaneigem (21 de marzo de 1934, Lessines, Hainaut,  Bélgica) es un escritor y filósofo belga.  Después de estudiar filología románica en la Université Libre de Bruxelles (Universidad Libre de Bruselas) desde 1952 a 1956, participó en la Internacional Situacionista desde 1961 a 1970.

## Biografía
Después de estudiar en la escuela comunal de Lessines y luego en el Athénée d'Ath desde 1948, estudió filología románica en la Universidad Libre de Bruselas, de 1952 a 1956. Escribió, entre 1955 y 1956, una disertación sobre Isidore Ducasse, rechazada en junio y aceptado (tras la censura) en la segunda convocatoria, en septiembre de 1956. Una semana más tarde, asumió la cátedra en la Escuela Normal de Nivelles en Brabante que mantuvo hasta 19645.

### Mayo 68
Vaneigem y Guy Debord fueron los dos principales teóricos del movimiento situacionista. Aunque Debord era el pensador más disciplinado, fueron las consignas de Vaneigem las que frecuentemente se veían pintadas en las paredes de París durante el Mayo Francés de 1968.

### Actualidad
Después de abandonar el movimiento situacionista, Vaneigem escribió una serie de libros polémicos defendiendo la idea de un orden social libre y autorregulado. Usó varios pseudónimos, tales como "Julienne de Cherisy," "Robert Desessarts," "Jules-François Dupuis," "Tristan Hannaniel," "Anne de Launay," "Ratgeb," y "Michel Thorgal." Recientemente ha abogado por una nueva clase de huelga, en la cual los obreros de transporte y servicios proveen los servicios gratis negándose a cobrarlos.

## Crítica
De la web www.nothingness.org: 
"Junto a Guy Debord, la voz de Raoul Vaneigem fue una de las más fuertes entre los situacionistas. Contrariamente al estilo polémico y político de Debord, la prosa de Vaneigem era más espiritual y poética. La Revolución de Todos los Días (Traité de savoir-vivre à l'usage des jeunes générations), publicada en el mismo año que La sociedad del espectáculo, ayudó a ampliar y equilibrar la presentación de la teoría y práctica de la IS. Vaneigem fue uno de los miembros por más tiempo de la IS, y frecuente editor de la revista Internationale Situationniste. Finalmente abandonó la IS en noviembre de 1970, exponiendo las fallas de la organización así como las suyas propias en su carta de renuncia. Poco después, Debord respondió con su típico estilo acerado denunciando tanto a Vaneigem como a su crítica de la Internacional Situacionista."

## Obra
Su libro más famoso, y a la vez el que contiene las famosas consignas, es La revolución de todos los días, publicado en España y otros países de habla hispana como Tratado del sber vivir par auso de las jóvenes generaciones (en francés el título era: Traité de savoir-vivre à l'usage des jeunes générations).
En su libro Le mouvement du libre-esprit aparece condensado buena parte de su pensamiento.

## Publicaciones
- Tratado del saber vivir para uso de las jóvenes generaciones. 1967. Madrid, Editorial Irrecuperables, 2023
- De la huelga salvaje a la autogestión generalizada 1974
- El libro de los placeres 1979. Madrid, Traficantes de sueños, 2022
- Le mouvement du libre-esprit 1986
- Aviso a los vivos sobre la muerte que los gobierna y la oportunidad de deshacerse de ella 1990. Madrid, Tierra de Nadie ediciones
- Lettre de Staline à ses enfants enfin réconciliés de l’Est et de l’Ouest. 1992
- La résistance au christianisme. Les hérésies des origines au XVIIIe siècle. 1993
- Les hérésies. 1994 (trad. esp. Las herejías, 2008)
- Avertissement aux écoliers et lycéens. 1995
- Nous qui désirons sans fin. 1996
- La Paresse. 1996
- Notes sans portée. 1997
- Dictionnaire de citations pour servir au divertissement et à l’intelligence du temps. 1998
- Déclaration des droits de l’être humain. De la souveraineté de la vie comme dépassement des droits de le l’homme. 2001
- Por una internacional del genero humano 2001. Editorial Octaedro
- Déclaration universelle des droits de l’être humain. 2001
- Pour l'abolition de la société marchande pour une société vivante. 2002
- Salut à Rabelais! Une lecture au présent. 2003
- Nada es sagrado, todo se puede decir. 2003. Editorial Melusina.
- Le Chevalier, la Dame, le Diable et la Mort. 2003

## Libros sobre Raoul Vaneigem
- Jean-Marc Mandosio, En el caldero de lo negativo, Pepitas de calabaza, Logroño, 2006. ISBN 84-96044-64-5